# Dwight York
Issa al-Haadi al-Mahdi (Boston, 26 de junio de 1945), conocido por su nombre secular Dwight York 
es un líder sectario, supremacista negro, pedófilo, músico y convicto estadounidense, fundador de la secta del nuwaubianismo, que predica la superioridad racial de la raza negra y su origen extraterrestre.
Fue condenado por abuso sexual infantil contra miembros de su secta. Desde 2004 se encuentra en prisión.
La fecha exacta de nacimiento de York se desconoce, aunque las autoridades la ubican en 1945
(otro dato la ubicaría en 1935),[cita requerida] nacido en Boston (estado de Massachusetts), aunque el propio York asegura haber nacido en Sudán, hijo de un aristócrata sudanés y de una madre egipcia.
Aseguró que en su niñez había viajado a Egipto para estudiar el islamismo con su padre, quien supuestamente sería un predicador musulmán entre las tribus nubias. Afirmó que regresó a Nueva Jersey (Estados Unidos) en la adolescencia.
En 1964 se le declaró en libertad condicional tras declararse culpable de violar a una niña de 13 años, pero rompió su libertad condicional al ser encontrado con un arma y sustancias ilegales siendo enviado a prisión por tres años, tras los cuales salió y se introdujo al movimiento de las Panteras Negras.
Posteriormente se cambió el nombre a Imaam Isa Abdullah y fundó un movimiento conocido como la "Ciencia de Nuwaubianismo" predicando entre los nubios (negros) y formando parte del fenómeno de los israelitas negros. También tuvo una breve carrera como cantante de música hip-hop.
En 2004, York fue sentenciado por varios cargos de abuso sexual contra menores de hasta cuatro años de edad. La totalidad de sus víctimas eran miembros de su secta, ya que York predicaba que él, como todos los annunaki, tenía derecho a poseer varias esposas de todas las edades.
En su defensa alegó desde ser un nativo americano de origen cheroki que debía ser juzgado por las leyes autónomas de los indígenas cheroki, hasta ser un diplomático liberiano al que debían darle inmunidad diplomática. Todos estos alegatos fueron negados y se le condenó a 135 años de cárcel.